# Trịnh Xuân Bảng
Trịnh Xuân Bảng (sinh năm 1945) là một sĩ quan của Quân đội nhân dân Việt Nam, hàm Trung tá, được nhà nước Việt Nam phong tặng danh hiệu Anh hùng Lực lượng vũ trang nhân dân.

## Tiểu sử
Trịnh Xuân Bảng sinh năm 1945 tại xã Quảng Hưng, huyện Quảng Trạch, tỉnh Quảng Bình. Ông nhập ngũ từ tháng 5 năm 1965 và tham gia việc vận chuyển lương thực vào đất liền ở địa phương. Nhờ khả năng bơi lội tốt, ông được chọn cử đi huấn luyện đặc công nước tại Hải Phòng. Sau khi hoàn thành khóa huấn luyện, ông được phân vào Đại đội đặc công Hải quân và lên đường vào chiến trường miền Nam.
Tháng 8 năm 1967, đơn vị của ông bắt đầu đóng quân tại huyện Nhơn Trạch, tỉnh Đồng Nai và thành lập nên Trung đoàn 10, hay thường biết đến với tên gọi "Trung đoàn Đặc công rừng Sác". Rừng Sác được xem là một trong những căn cứ quan trọng của cách mạng Việt Nam ở miền Nam. Tại đây, Trịnh Xuân Bảng đã tham gia hơn 100 trận đánh lớn nhỏ với quân nhân quân đội Hoa Kỳ. Đặc biệt là trong hai trận đánh vào ngày 23 tháng 2 và ngày 10 tháng 10 năm 1968 sau sự kiện Tết Mậu Thân, Trịnh Xuân Bảng đã chỉ huy một tổ bơi lần lượt thành công đánh chìm 2 con tàu trọng tải lên đến 10 ngàn tấn của quân đội Hoa Kỳ. Từ khi bắt đầu hoạt động tại Rừng Sác đến khi rời rừng Sác để ra miền Bắc nhận nhiệm vụ mới ở quân chủng Hải quân, ông đã đánh chìm được 3 con tàu hơn 10 ngàn tấn.
Ngày 20 tháng 12 năm 1969, ông được Chính phủ Cách mạng lâm thời Cộng hòa Miền Nam Việt Nam phong tặng danh hiệu Anh hùng Lực lượng vũ trang nhân dân giải phóng. Lúc bấy giờ, ông đang là Trung đội trưởng của Đội 5 thuộc Trung đoàn 10. Ông là đặc công rừng Sác đầu tiên được phong danh hiệu anh hùng. Năm 1987, ông về hưu với quân hàm Trung tá.

## Khen thưởng
- Danh hiệu: Anh hùng Lực lượng vũ trang nhân dân (1969)[18]
- Huân chương:
  - Huân chương Chiến công giải phóng hạng Nhất, Nhì.[19]
  - Huân chương Chiến công hạng Nhất.[20]